# Ekphantosz (filozófus)
Ekphantosz (Kr. e. 3. század) görög filozófus.
Életéről mindössze annyit tudunk, hogy Szürakuszaiból származott. Széles körű csillagászati ismeretekkel rendelkezett, és a heliocentrikus világkép egyik úttörője volt. Munkái nem maradtak fenn.